# Casole Bruzio
Casole Bruzio è una località del comune italiano di Casali del Manco. Fino al 5 maggio 2017 è stato comune autonomo.

## Storia
La fondazione del paese con il nome di Triginta Casulae è avvenuta tra la fine del III e l'inizio del II secolo a.C., ad opera dei Bruzi nel territorio attualmente corrispondente alle località di Casole Bruzio e Trenta. Certamente a partire dal 986 il paese fu popolato da gruppi di cosentini che si rifugiavano sulle colline al fine di scappare dalle invasioni del saraceno Abitul Casim.

Mappa dell'ex comune di Casole Bruzio nella provincia di Cosenza.

Successivamente, come tutti gli altri paesi della Presila fu casale di Cosenza e dalla seconda metà dell'anno 1000 fu incorporato alla bagliva di Spezzano Piccolo. Sotto la dominazione spagnola i territori furono venduti a Gian Vincenzo Salviati, V duca di Giuliano (1693-1752), il quale insediò a Casole la sede degli armati alle dipendenze del Governatore generale residente a Celico. Nel 1647, dopo la rivolta di Celico capitanata da Isodoro Cuzzolino di Rovito, tornò sotto il dominio regio. Il territorio di Casole fu successivamente feudo delle famiglie: Casole, Tirelli, Lupinacci, Massimilla, Basile, Grisolia e Ponte. Nel 1657 il borgo fu colpito da una grave pestilenza che causò oltre 200 morti mentre nel XVIII secolo fu oggetto delle razzie dei briganti. Nel 1807 fu elevato ad Università dai francesi e venne annesso al governo di Spezzano Grande. Nel 1811 divenne frazione di Verticelli e nel 1816, dopo la riforma amministrativa borbonica, frazione di Magli. Il 25 gennaio 1820 fu elevato a comune con giurisdizione sulle frazioni di Magli e Verticelli. L'attuale nome di Casole Bruzio venne assunto con un Decreto datato 23 ottobre 1864.

Il 26 marzo 2017 i cittadini di Casole Bruzio, insieme a quelli dei confinanti comuni di Pedace, Serra Pedace, Trenta e Spezzano Piccolo hanno deciso con un referendum la fusione dei precedenti comuni nel nuovo comune di Casali del Manco.

### Simboli
Lo stemma e il gonfalone di Casole Bruzio erano stati concessi con decreto del presidente della Repubblica del
19 gennaio 1977.
Il gonfalone era un drappo partito di bianco e di giallo.

## Società

### Evoluzione demografica
Abitanti censiti